# Adolf Fuchs
Adolf Fuchs, död 1662, var en dansk militär, troligen av flamländsk börd.
Fuchs var 1644 ryttmästare i dansk tjänst, blev 1657 överste och deltog under Axel Urup i kriget mot svenskarna och blev samma år generalmajor. 1659 blev han kommendant i Christianshavn, och avslog med sådan med stor tapperhet svenskarnas stormning i februari 1659. Som guvernör på Bornholm uppträdde Fuchs därpå synnerligen rått och brutalt mot Corfitz Ulfeldt och hans hustru och gjorde sig så illa omtyckt av befolkningen, att han 1662 återkallades. Samma år mördades han av Ulfeldts äldste son i Brygge.